# Route nationale 13
La route nationale 13 (RN 13 o N 13) è una strada nazionale lunga 338 km che parte da Parigi e termina a Cherbourg-en-Cotentin.

## Percorso
La strada parte da porte Maillot, attraversa Neuilly-sur-Seine e passa a sud della Défense. Continua per Nanterre come strada dipartimentale D913 ed a Bougival come D113, ma a Le Port-Marly torna la denominazione di N13. Da Chambourcy è nuovamente declassata a D113 e, da Saint-Germain-en-Laye a Mantes-la-Jolie, viene chiamata in alternativa Route de quarante sous. A Bonnières-sur-Seine abbandona la Senna per proseguire verso ovest.
Entra così in Normandia poco dopo aver ancora mutato nome in N13. Aggira Évreux e, declassata a D613, passa per Lisieux e giunge a Caen. Da questa città riassume la propria denominazione originaria e, inoltre, coincide con la strada europea E46 fino alla fine del percorso. Si dirige a nord-ovest passando per Bayeux e, nel comune di Carentan-les-Marais (ex Les Veys), viene a coincidere anche con la strada europea E03.
All’arrivo a Cherbourg, fino al 1971, la strada terminava al Fort de Querqueville. Dal 1971 al 2006 invece si concludeva nel centro della città, in avenue Aristide Briand. A partire dal 2006, dopo aver rimpiazzato alcuni tratti della N132, aggira Cherbourg da est formando la relativa tangenziale e finisce presso il porto.